# Göhren (Rügen)
För andra betydelser, se Göhren.
Göhren  är en kommun och badort på ön Rügen i det nordtyska förbundslandet Mecklenburg-Vorpommern. Orten tillhör amtet Mönchgut-Granitz i distriktet Vorpommern-Rügen.

## Geografi
Kommunen är belägen på halvön Mönchgut, som ligger i den sydöstra delen av ön Rügen. Öns östligaste punkt, udden Nordperd, ligger i kommunen.

## Historia
Orten omnämns första gången 1165. Den dåvarande fiskeorten kom till hertigdömet Pommern 1326.

### 1800-talet

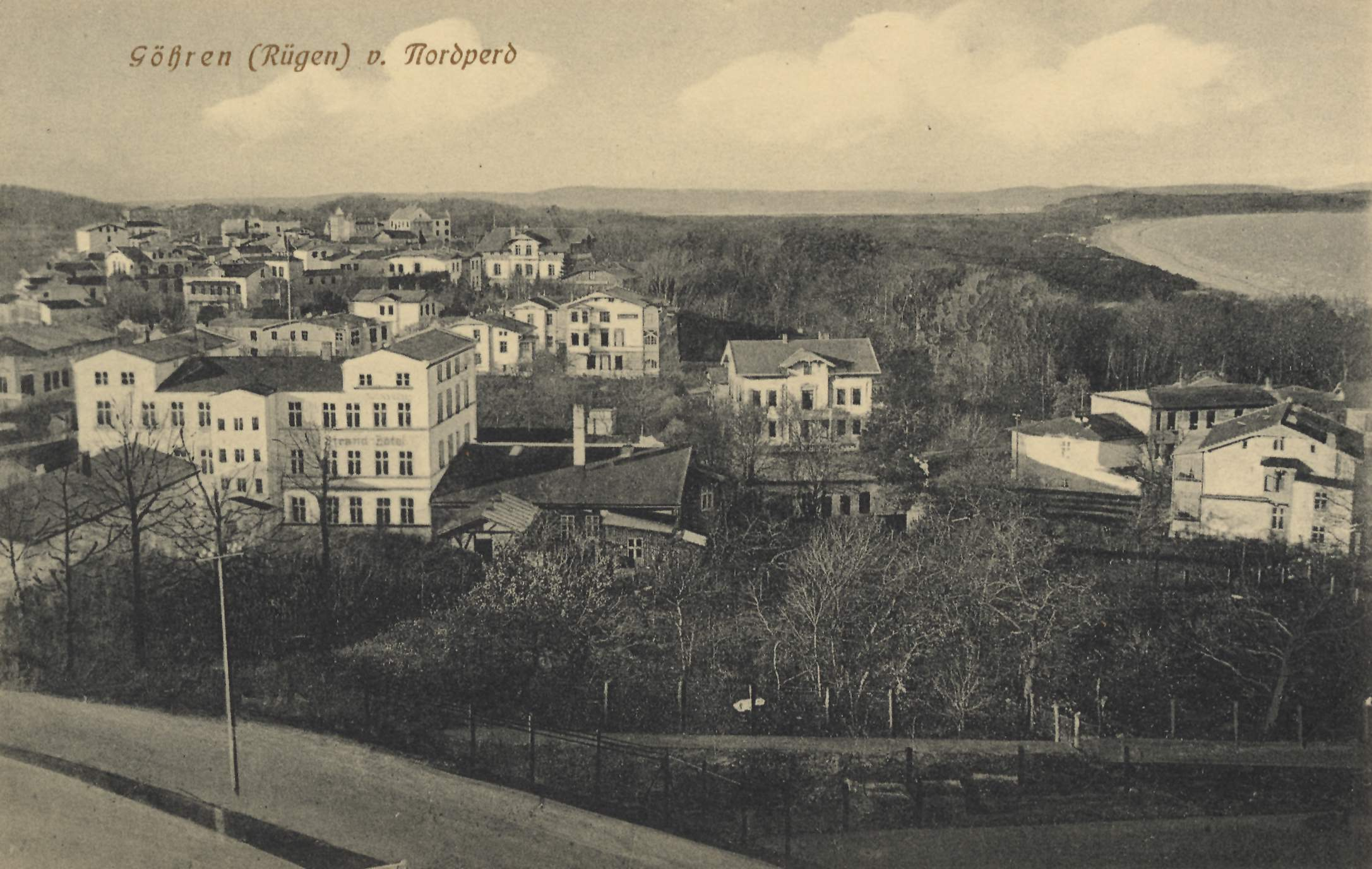
Badorten Göhren (omkring 1900)

Under 1800-talet utvecklades turismen i Göhren och orten blev en viktig badort på ön Rügen. Utvecklingen förstärktes, där den smalspåriga järnvägen till Putbus (Rasender Roland) invigdes (1899).

### Östtyska tiden
Under DDR-tiden tillhörde orten distriktet Putbus inom länet Rostock (1952–1990).

### Befolkningsutveckling
Befolkningsutveckling  i Göhren
Källa: 
 

## Vänorter
Sedan 1990 är Göhren vänort till den tyska staden Glücksburg i förbundslandet Schleswig-Holstein.

## Kommunikationer

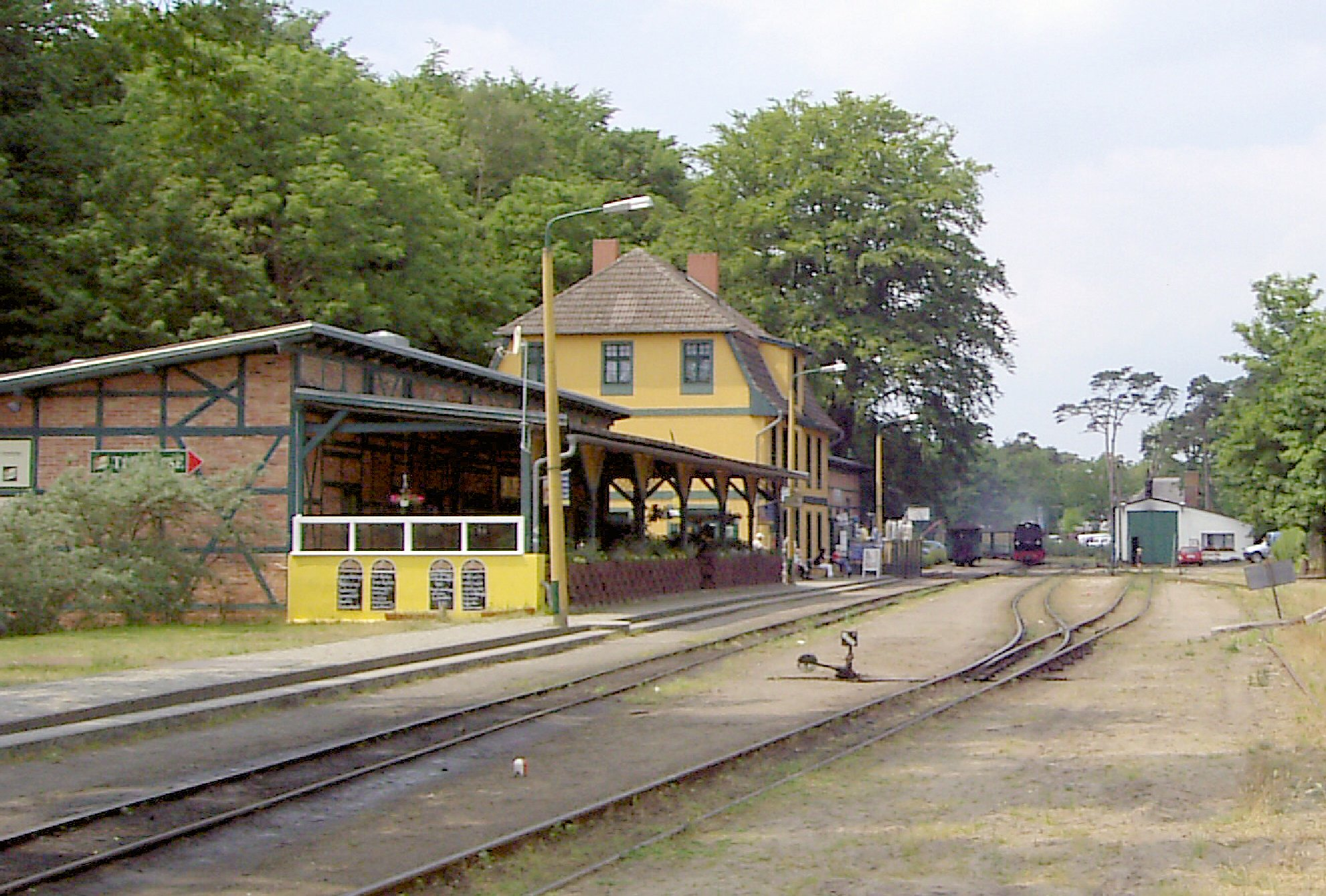
Järnvägsstationen i Göhren

Förbundsvägen (tyska:Bundesstraße) B 196 slutar i Göhren. 
Dessutom finns ändpunkten för en smalspårig järnväg i Göhren. Järnvägen, som kallas för Rasender Roland, kommer från Putbus (via Binz och Sellin).